# Walerian Preisner

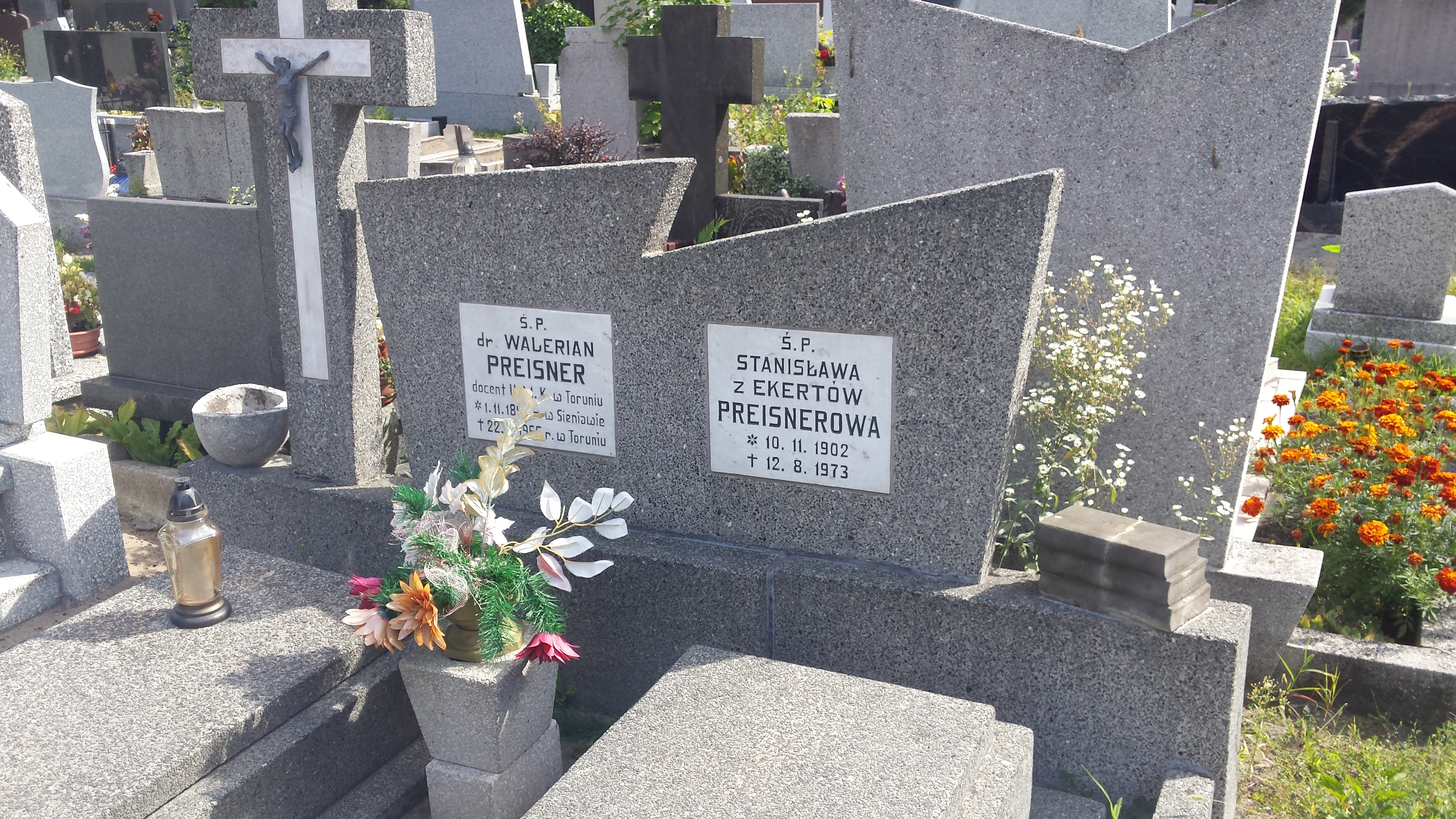
Grób Waleriana Preisnera na Cmentarzu św. Jerzego w Toruniu

Walerian Preisner (ur. 1 lub 2 listopada 1894 w Sieniawie, zm. 22 czerwca 1966 w Toruniu) – polski żołnierz, romanista, bibliotekarz, nauczyciel, wykładowca.

## Życiorys
Urodził się 1 lub 2 listopada 1894 jako syn Andrzeja i Józefy z domu Jarosz. Podjął studia prawa.
Po wybuchu I wojny światowej wstąpił do Legionów Polskich 3 sierpnia 1914. Służył w 4 i 15 kompanii 2 pułku piechoty w składzie II Brygady. Odniósł rany w bitwie pod Mołotkowem 29 października 1914. Został superarbitrowany i zwolniony ze służby w legionach 15 kwietnia 1916. Wówczas kontynuował studia na Wydziale Prawa Uniwersytetu Lwowskiego.
Po odzyskaniu przez Polskę niepodległości w 1919 brał udział w wojnie polsko-bolszewickiej. Ukończył studia filologii romańskiej i filozofii na Uniwersytecie Jana Kazimierza we Lwowie. Uzyskał tytuł naukowy doktora. Był współautorem Polskiego Słownika Biograficznego. Został bibliotekarzem naukowym w Bibliotece Uniwersyteckiej UJK we Lwowie. Był nauczycielem języka łacińskiego i języka francuskiego we lwowskim gimnazjum.
Po zakończeniu II wojny światowej, w toku przymusowych wysiedleń ludności polskiej z Kresów Wschodnich także polscy naukowcy stopniowo opuszczali Lwów. Wśród nich był także Walerian Preisner, który zamieszkał w Toruniu. Wraz z innymi przedwojennymi pracownikami lwowskiego UJK podjął pracę na tamtejszym Uniwersytecie Mikołaja Kopernika jako lektor i wykładowca języka włoskiego. Był współorganizatorem toruńskiej Biblioteki Uniwersyteckiej. Działał na polu organizacji kulturalnych polsko-włoskich. Uzyskał tytuł docenta.
Zmarł 22 czerwca 1966 w Toruniu. Został pochowany na Cmentarzu św. Jerzego w Toruniu (Parafia Najświętszej Marii Panny – Sektor F).

## Publikacje
- Franciszek Mauriac (1930)
- Stosunki Wiktora hr. Baworowskiego z Wiktorem Hugo (1934)
- Pełnia życia i wyraz artystyczny. Studia i szkice literackie z dziedziny romanistyki (1946)
- Relazioni letterarie polacco-italiane (1949)
- Stosunki literackie polsko-włoskie w latach 1800–1939 w świetle bibliografii (1949)
- Dante i jego dzieła w Polsce (Dante e le sue opere in Polonia) (1957)
- Arrigo Boito i jego stosunki z Polską (1963)

## Ordery i odznaczenia
- Złoty Krzyż Zasługi (1938)[6]